# 段灼
段 灼（だん しゃく、生没年不詳）は、西晋の人物。涼州敦煌郡の人。字は休然。

## 生涯
段氏は西域に土着する豪族であった。
魏の鄧艾は蜀漢を滅ぼすなど功績を重ねたが、その後に謀反の疑いをかけられ、子の鄧忠と共に殺害された。洛陽にいたその他の子も反逆者に連なる者として処刑され、妻と孫は西域へ流罪となった。
段灼は鄧艾の旧部下であったこともあり、彼を弁護して次のように述べている。泰始3年（267年）のことであった。
当時、既に刑に処されたものを弁護することは、過去の政権の誤りを申し立てることでもあり、自らの失脚に繋がる行為だった。ましてや反逆者として処刑された者の名誉回復の嘆願をするなどは命懸けの所業であり、まず受け入れられないものだった。しかし段灼の嘆願は実を結び、泰始9年（273年）、皇帝の司馬炎は鄧艾の功を評価して名誉を回復させると共に、彼の孫の鄧朗を郎中に取り立てた。
段灼のこの嘆願は、異民族に対して寛容だった鄧艾を再評価することにより、晋の西域の異民族政策の転換を促す意図を有していた。しかしそれも空しく、泰始年間には大規模な反乱が勃発することになる。